# NGC 3519
NGC 3519 est un vieil amas ouvert situé dans la constellation de la Carène. Il a été découvert par l'astronome britannique John Herschel en 1834.
Selon la classification des amas ouverts de Robert Trumpler, cet amas renferme moins de 50 étoiles (lettre p) dont la concentration est moyennement faible (III) et dont les magnitudes se répartissent sur un intervalle moyen (le chiffre 2).

## Observation
Avec une magnitude visuelle de 7,7, on peut observer l'amas avec des jumelles dont l'ouverture est de 40 à 50 mm.

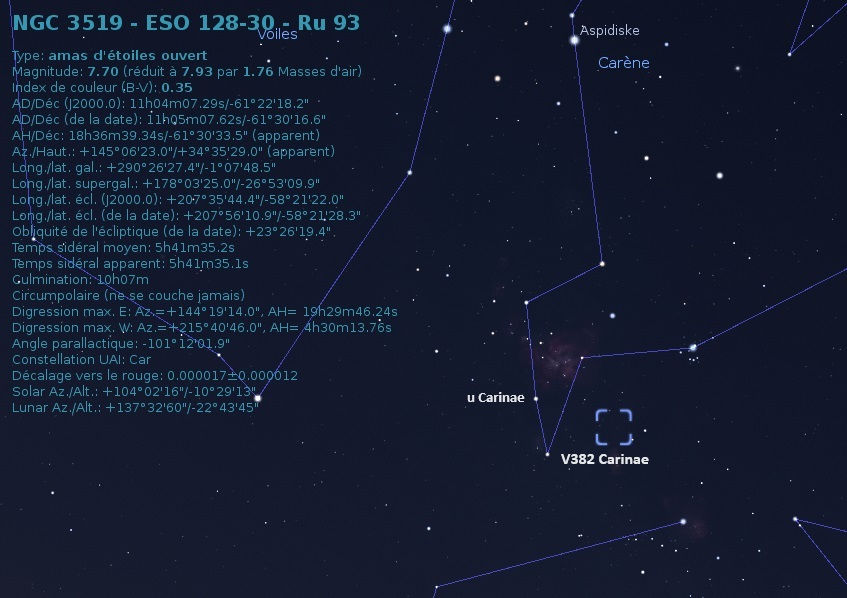
Localisation de NGC 3519 dans la constellation de Scorpion. (Stellarium)

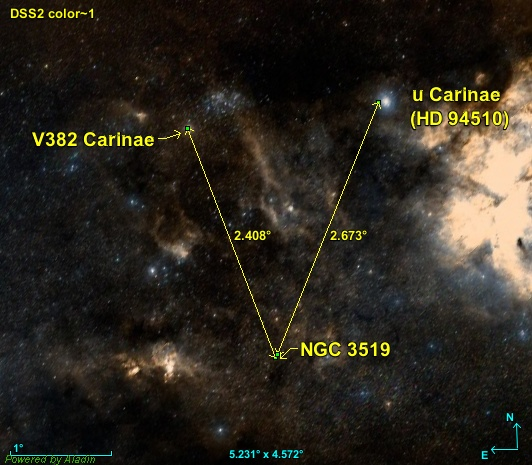
Position de NGC 3519 par rapport à deux étoiles.

NGC 3519 est situé à environ 2,4 degrés au sud-ouest de V382 Carinae et à environ 2,7 au sud-est de u Carinae.

## Caractéristiques

### Distances
La parallaxe moyenne des étoiles de l'amas a été obtenue des mesures effectuées par le satellite Gaia. Cinq valeurs publiées dans de récents articles (2018 à 2021) sont indiquées sur la base de données Simbad : 0,447 ± 0,020 0 mas, 0,437 ± 0,030 mas, 0,436 ± 0,028 mas, 0,934 ± 0,045 mas, 0,436 ± 0,028 mas, 0,436 ± 0,003 mas et 0,436 ± 0,028 mas. La moyenne de ces valeurs et de leur incertitude est égale à 0,438 4 ± 0,021 8, ce qui correspond à une distance de 2 281 +119
-108 pc.
Dans un article publié en 2020, Angelo, Santos et Corradi évaluent cette distance à 1,70 ± 0,31 pc (∼5,54 al). Cette distance est un peu plus petite que celle mentionnée plus haut.
En supposant que le Soleil est à 8,0 ± 0,5 pc (∼26,1 al) du centre de la Voie lactée, la distance entre ce centre et NGC 3519 est de 7,6 ± 0,5 pc (∼24,8 al).

### Taille
Selon les sources, la dimension apparente de NGC 3519 est de 8,0′ ou de 8,9',. Grâce à un calcul simple, on peut trouver la taille réelle de l'amas. En utilisant la plus grande taille apparente et la plus grande distance, on obtient la taille réelle maximale soit 20,27 al. De même en utilisant la plus petite taille apparente et la plus petite distance, on obtient la plus petite taille réelle, soit 16,49 al. De ces deux valeurs, on déduit que la taille de l'amas est égale à 18,4 ± 1,9 al.
Angelo, Santos et Corradi indiquent trois rayons différents, le rayon du cœur (rc), le rayon de marée (rt) et le rayon de demi-masse (rhm). Les valeurs de ces trois rayons sont 
- rc = 0,59 ± 0,15 pc (∼1,92 al)
- rt = 2,96 ± 0,99 pc (∼9,65 al)
- rhm = 1,03 ± 0,16 pc (∼3,36 al)

C'est le rayon de marée qui correspond à la taille réelle de l'amas, si on multiplie sa valeur par un facteur 2.

### Vitesse
Cinq valeurs de la vitesse radiale sont indiquées sur Simbad, mais deux valeurs provenant d'articles publiés en 2017 sont totalement différentes et très imprécises. Ces deux valeurs sont indentiques, soit 5,10 ± 3,5 km/s et 5,11 ± 3,5 km/s. Les trois autres valeurs provenant d'articles publiés en 2018 et en 2021 sont très semblables et plus précises. Ces trois valeurs sont  −24,40 ± 1,49 km/s, −24,6 ± 0,434 km/s et −24,40 ± 1,49 km/s. La moyenne de ces trois valeurs et leur mesure est égale à −24,45 ± 1,14 km/s.

### Mouvement propre
Simbad indique six couples de valeurs pour le mouvement propre de l'amas, dont cinq provenant d'articles publiés entre 2018 et 2021 qui sont très semblables. L'autre couple provient d'un article publié en 2017 et il est totalement différent et très imprécis. Les valeurs des cinq couples en ascension droite et en déclinaison sont :
- −6,409 ± 0,061 mas/an et 3,138 ± 0,064 mas/an[8]
- −6,422 ± 0,096 mas/an et 3,115 ± 0,081 mas/an[9]
- −6,411 ± 0,095 mas/an et 3,104 ± 0,074 mas/an[10]
- −6,411 ± 0,010 mas/an et 3,104 ± 0,008 mas/an[6]
- −6,411 ± 0,095 mas/an et 3,104 ± 0,074 mas/an[11]

La moyenne du mouvement propre et de leur incertitude obtenue de ces six couples en ascension droite et en déclinaison est égale à −6,413 ± 0,073 mas/an et 3,113 ± 0,060 mas/an.
Le sixième couple est −3,191 ± 1,861 mas/an et −2,615 ± 2,086 mas/an
Angelo, Santos et Corradi, le mouvement propre de l'amas en ascension droite et en déclinaison est égale à −6,438 ± 0,079 mas/an et 3,116 ± 0,069 mas/an, valeurs qui correspondent à la moyenne des cinq couples mentionnées plus haut.

### Métallicité
Simbad indique une seule valeur de la métallicité, soit 0,03. Selon cette valeur, le pourcentage d'éléments lourds (plus lourd que l'hydrogène et l'hélium) de cet amas est de 107% (100,03) de celui du Soleil. Pour Angelo, Santos et Corradi, la métallicité de l'amas est égale à 0,18 ± 0,15, ce qui correspond à un pourcentage situé entre 107% (100,18 - 0,15) et 214% (100,18 + 0,15).

### Âge
Angelo, Santos et Corradi indiquent un âge donné par log10 = 8,70 ± 0,10, un âge compris entre 398 Ma (108,6) et 631 Ma (108,8), soit 515 ± 116 Ma.

## Étoiles
Les étoiles bleues du diagramme couleur-couleur présentent des températures effectives et des masses d'environ 8 500 K et de 2,5 {\displaystyle M_{\odot }}. Ces paramètres sont plus compatibles avec des étoiles de type spectral A. En conséquence, considérant l'âge de l'amas, il n'y a probablement pas d'étoiles de type spectral B.
Le temps de relaxation (crossing time), c'est-à-dire le temps le plus court sur lequel des événements dynamiques significatifs peuvent se produire, tels des changements de forme de l'amas ou des échanges d'énergie entre ses membres, pour NGC 3519 est de 1,24 ± 0,27 Ma.
Simbad montre aussi un bouton nommé Children. En cliquant sur ce bouton, on atteint une section de cette base de données qui renferme un tableau contenant 200 entrées, dont 111 Children, pour NGC 3519. Cependant, des étoiles (les Children) peuvent apparaître plusieurs fois dans la deuxième colonne du tableau, d'où le nombre de liens bibliographiques qui est supérieure au nombre d'étoiles. La quatrième colonne de ce tableau indique la probabilité que l'étoile appartienne à l'amas. En cliquant sur le titre de cette colonne, on peut classer la probabilité par ordre croissant ou décroissant. En cliquant sur la désignation de l'étoile, on atteint la page de Simbad qui résume ses propriétés. Il y a 26 étoiles différentes sur cette section de la base de données et aucune ne présente un intérêt particulier. Le type spectral est inconnu pour toutes ces étoiles et on ne troupe aucune étoile variable

### Distance
La compilation de la parallaxe et du mouvement propre de chacune des 26 étoiles permet d'obtenir une distance moyenne et le mouvement propre moyen de l'amas. La moyenne de la parallaxe et de leur incertitude des étoiles est égale à 0,448 6 ± 0,016 3 mas, ce qui correspond à une distance de 2 229+84
−78 pc (∼7 270 al). On peut cependant calculer la distance à partir des parallaxes de deux autres façons. Premièrement, on peut calculer la moyenne et l'écart type des distances des 26 étoiles. La valeur obtenue est égale à 2 231 ± 61 pc (∼7 280 al). On peut aussi utiliser la moyenne des distances ainsi que la moyenne des écarts positifs et négatifs obtenus pour chaque étoile à partir de leur parallaxe. Cette dernière méthode donne une valeur de 2 231+85
−78 pc. Peu importe la méthode les valeurs sont très semblables. Cependant, on peut remarquer que les distances obtenues sont sensiblement les mêmes et un peu  inférieures à celle obtenue par le calcul des parallaxes indiqués par Simbad  

### Mouvement propre
La moyenne et l'écart type du mouvement propre des 26 étoiles en ascension droite et en déclinaison sont respectivement égaux à −6,418 ± 0,054 mas/an et 3,133 ± 0,064 mas/an. Ces deux valeurs sont presque les mêmes que celles indiquées sur Simbad.